# Pascherina
Pascherina, vrsta zelenih algi iz porodice Spondylomoraceae, dio reda Chlamydomonadales. Jedina vrsta je slatkovodna alga P. tetras. čiji je tipični lokalitet rijeka Lopan u Harkovskoj obasti u Ukrajini, a otkrivene su i po drugim europskim državama, te u Bangladešu i Japanu.

## Sinonimi
- Pascheriella tetras Korshikov 1928